# Lactobacillales
Lactobacillales — порядок грам-позитивних бактерій типу Firmicutes. Містить більшість молочнокислих бактерій, що розподілені за різними родинами ряду, та велике число бактерій інших родів. Представники ряду дуже поширені в природі, вони мешкають у ґрунті, водоймах, в асоціації з тваринами і рослинами.